# Allium moschatum
Allium moschatum är en amaryllisväxtart som beskrevs av Carl von Linné. Allium moschatum ingår i släktet lökar, och familjen amaryllisväxter. Inga underarter finns listade i Catalogue of Life.